# Ian Hamilton Finlay

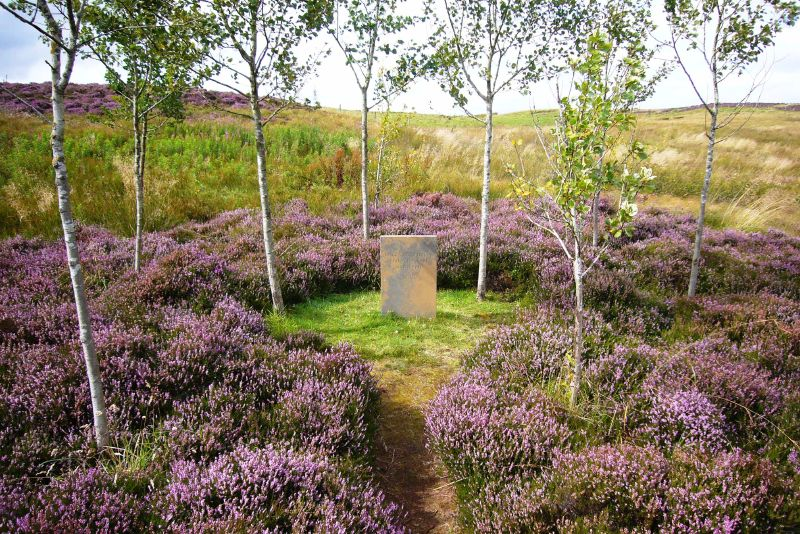
Little Sparta in Schotland

Ian Hamilton Finlay (Nassau (Bahama's), 28 oktober 1925 – Edinburgh, 27 maart 2006) was een Schots dichter, auteur en beeldend kunstenaar.

## Leven en werk
Finlay had Schotse ouders en werd in Schotland opgevoed. Op dertienjarige leeftijd, bij het uitbreken van de Tweede Wereldoorlog werd hij naar de Orkney-eilanden geëvacueerd. In 1942 nam hij dienst bij het Britse leger.
Na de oorlog werkte Finlay aanvankelijk als schaapsherder, maar al snel begon hij korte verhalen en gedichten te schrijven. Zijn eerste boeken werden uitgegeven: The Sea Bed and Other Stories (1958) en The Dancers Inherit the Party (1960). Verschillende verhalen werden door de BBC verfilmd en uitgezonden.
In 1963 publiceerde Finlay zijn eerste gedichtenbundel Rapel, waarmee hij alom roem oogstte. De meeste werken gaf hij in eigen beheer uit (Wild Hawthorn Press). Hij ving ook aan gedichten, zogenaamde "One-Word-Poems", als inscripties in steen te schrijven, die hij daarna als commentaar in het landschap achterliet.

## Little Sparta
Zulke gegraveerde stenen stelde hij ook, als een soort omgevingskunst, op in zijn tuin "Little Sparta", die zich in de Pentland Hills bij Edinburgh bevindt. Het is de tuin van het huis waar hij sinds 1966 woonde.

## Kröller-Müller Museum
Het Beeldenpark van het Kröller-Müller Museum in Otterlo heeft sinds 1982 vijf werken van Finlay, die samen het kunstwerk: Sacred Grove; five columns for the Kröller-Müller: or a fifth column for the Kröller-Müller: or Corot-Saint-Just (1980-1982) vormgeven. Met Sacred Grove heeft het Museum een bijzonder werk van de kunstenaar, niet alleen omdat het een sleutelwerk in zijn oeuvre is, maar ook omdat er een directe verbinding bestaat met zijn levenswerk Little Sparta.
Finlay, die teruggetrokken leefde (hij had hartproblemen en leed aan agorafobie) bezocht Kröller-Müller in 2004, twee jaar voor zijn dood, om Sacred Grove zelf te aanschouwen.

## Diversen
Een van de andere tuinen buiten Schotland, waar zijn werk permanent wordt getoond is Improvement Garden in Stockwood Park, Luton.
Finlay werd in 1985 genomineerd voor de Turner Prize. In 1987 was hij uitgenodigd voor de documenta 8 in Kassel, waar hij met een opvallende installatie vertegenwoordigd was: een straat bestaande uit bronzen guillotines.
In 2002 werd Finlay onderscheiden met een CBE. Ian Hamilton Finlay stierf in 2006 aan de gevolgen van een hartaanval.

## Fotogalerij

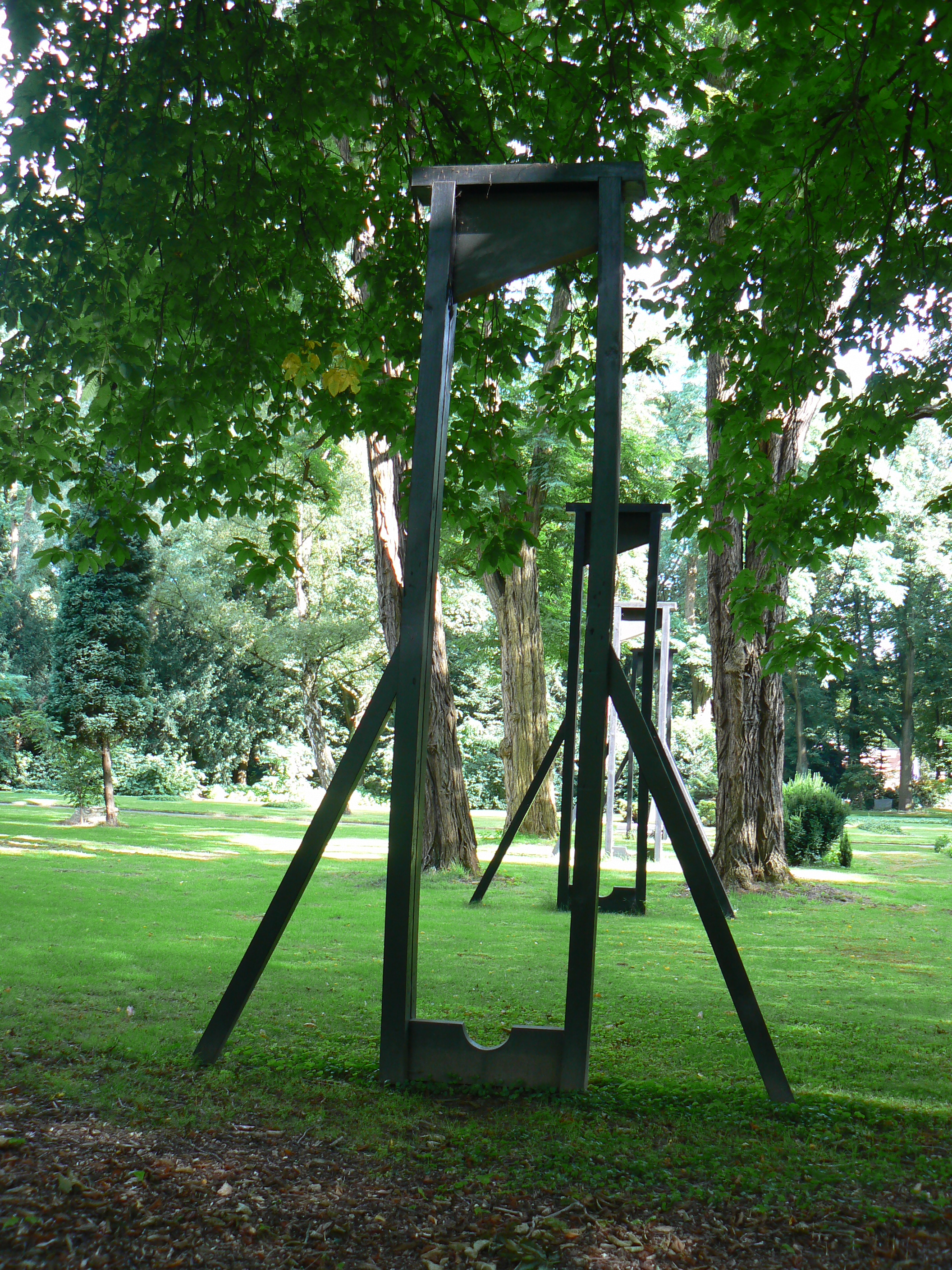
A View To The Temple (1987) buitencollectie Skulpturenmuseum Glaskasten in Marl
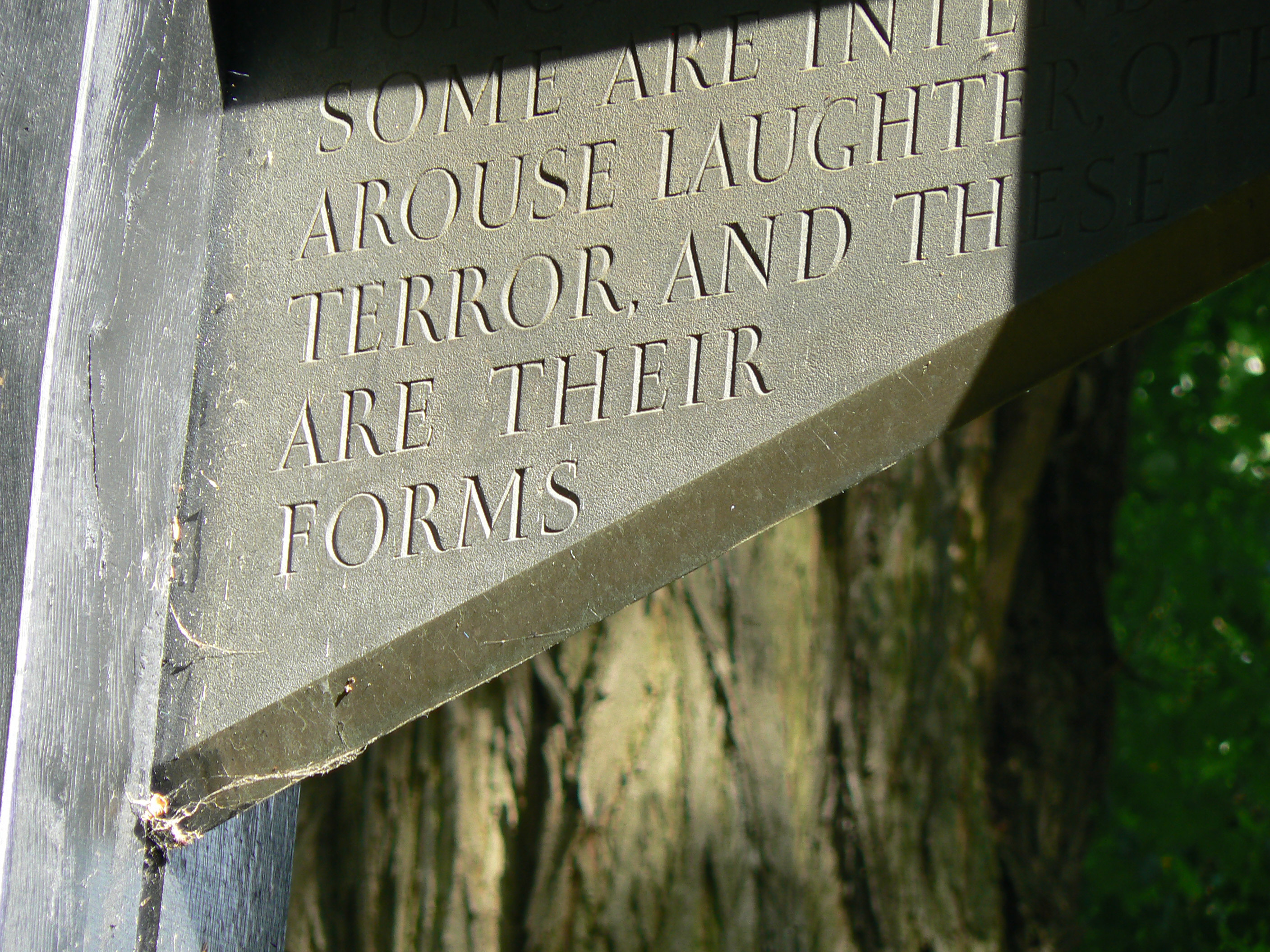
detail van A View To The Temple
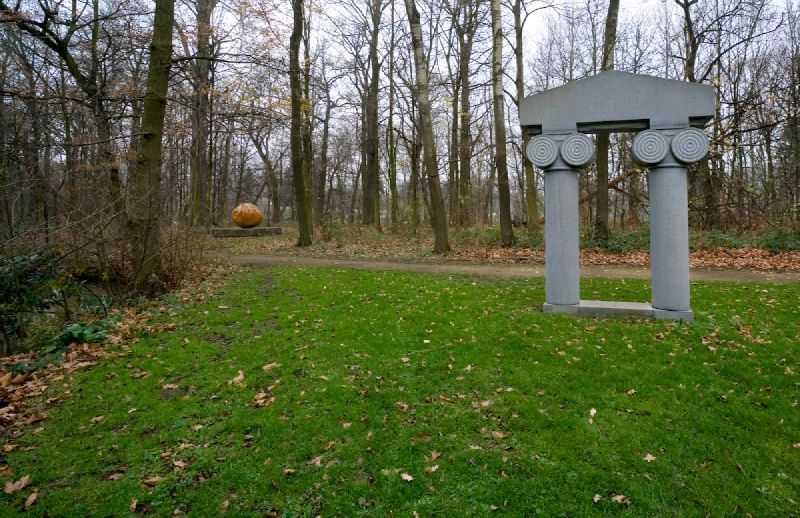
Tempel
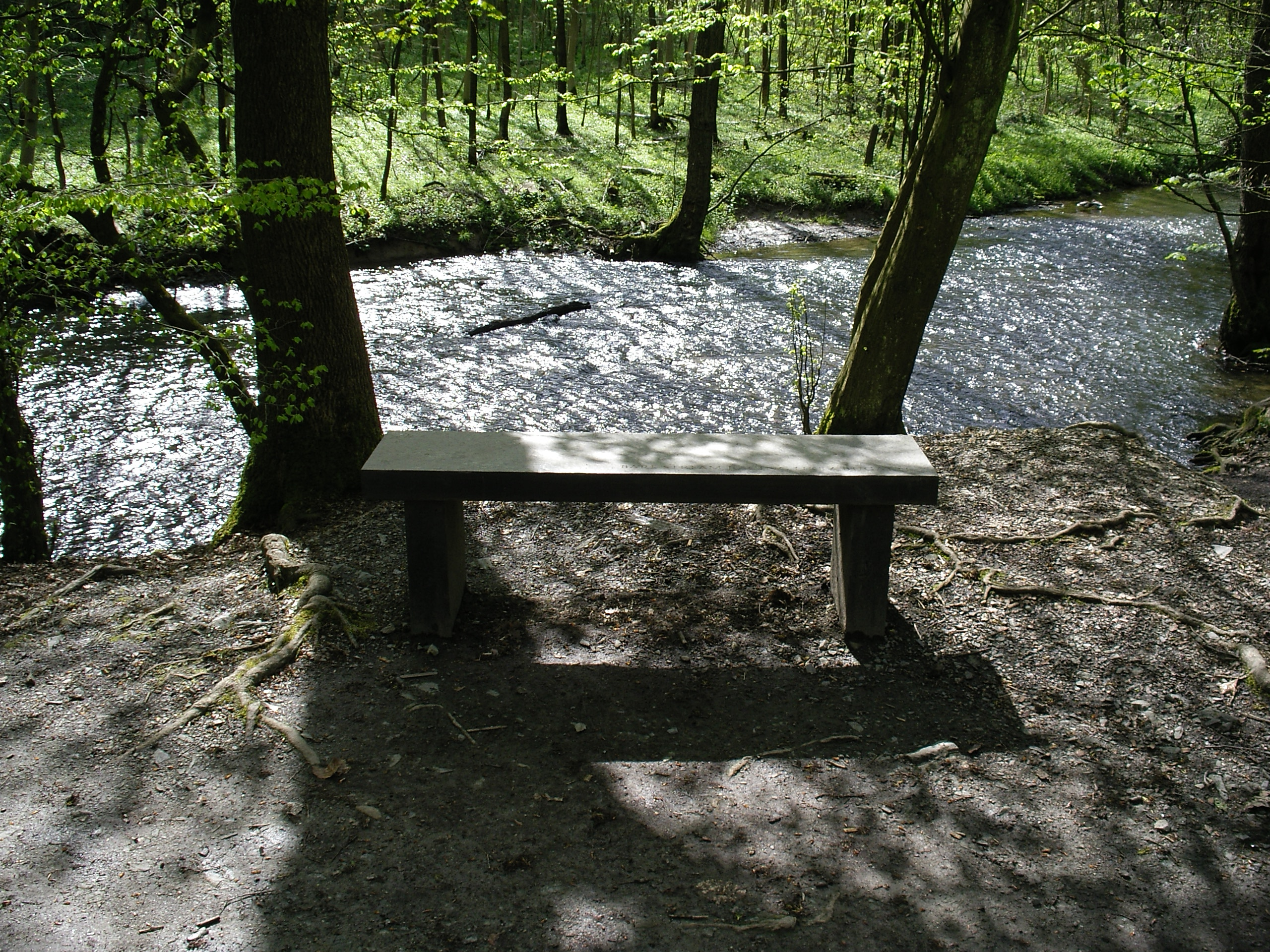
Bugatti Bench Kunstweg MenschenSpuren Neandertal, Duitsland